# Pandolfo III. Malatesta
Pandolfo III. Malatesta (* 2. Januar 1370; † 3. Oktober 1427) war Herr von Fano, Brescia und Bergamo und ein bedeutender Condottiere mit ausgeprägten kulturellen Interessen.

## Familie und Jugend

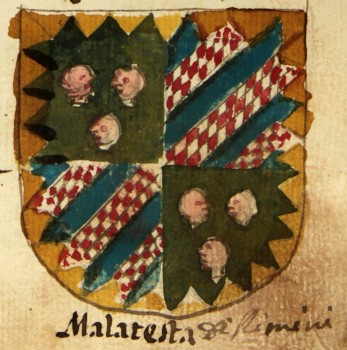
Wappen der Malatesta von Rimini, Angelo Maria da Bologna, um 1715

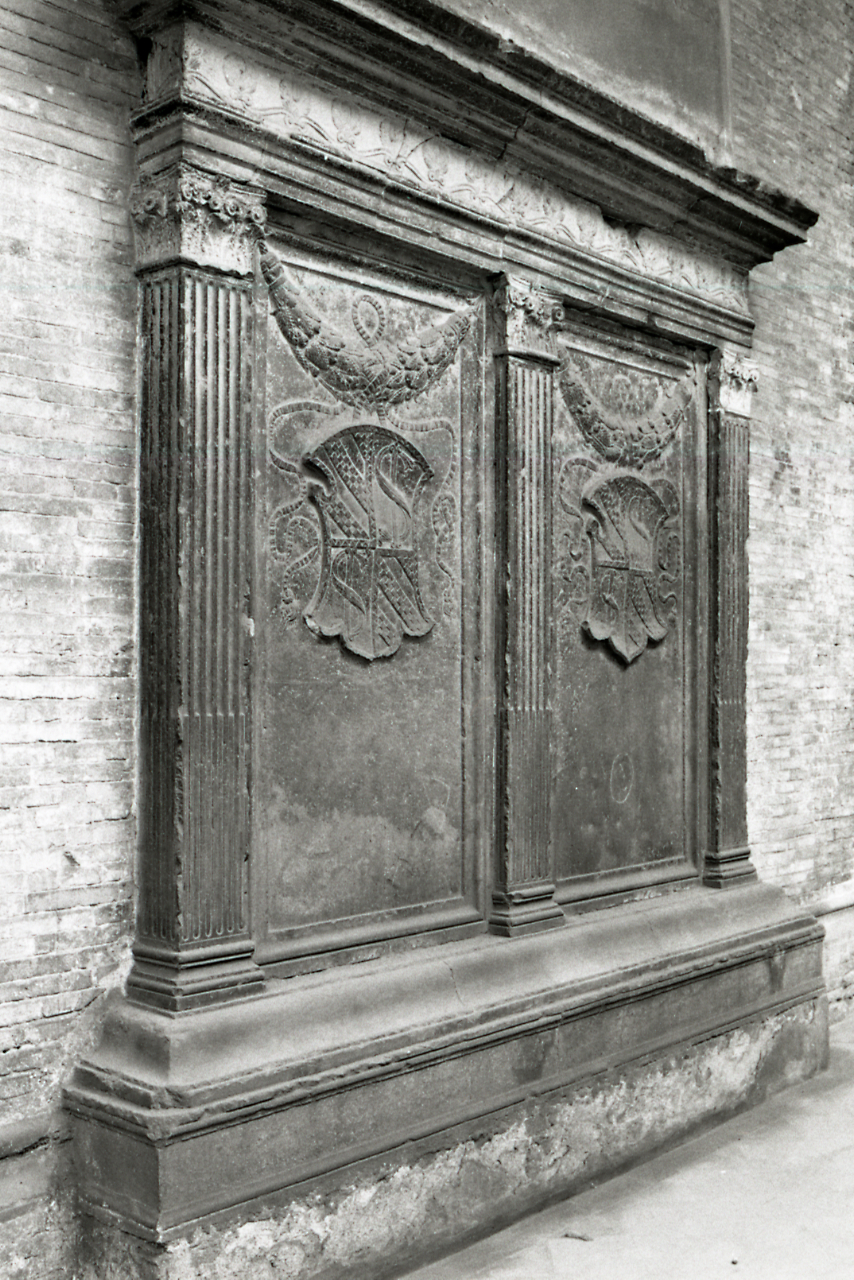
Grabstätte von Pandolfo III. Malatesta in der Kirche San Francesco in Fano (Aufnahme von Paolo Monti, 1972)

Pandolfo III. Malatestas Eltern waren der Condottiere und Signore von Rimini Galeotto I. Malatesta (um 1300–1385) und Gentile Da Varano, Tochter von Rodolfo II. Da Varano (?–1384), Condottiere und Herr von Camerino und der Camilla Chiavelli aus Fabriano. Er hatte zahlreiche Geschwister, von denen mehrere ebenso glänzende Karrieren machten wie Pandolfo III. selbst. Speziell hervorzuheben sind Carlo I. Malatesta (1368–1429), Herr von Rimini, Andrea Malatesta (1373–1416), Herr von Cesena, und Galeotto Novello (genannt „Galeotto Belfiore“, 1377–1400), Herr von Cervia, Meldola, Sansepolcro, Sestino, Sassofeltrio und Montefiore. Seine Schwestern und Halbschwestern waren fast alle mit regierenden Potentaten der Region verheiratet: mit den Gonzaga von Mantua, den Pepoli von Bologna, den Manfredi von Faenza und den Montefeltro von Urbino.

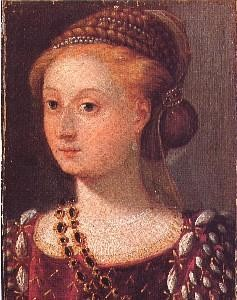
Margherita Malatesta, Gräfin von Mantua

Pandolfo III. Malatesta wuchs am Hof der Malatesta in Rimini auf und erhielt eine ausgezeichnete Bildung, u. a. durch den berühmten Humanisten Giacomo Allegretti. Er sprach nebst dem Italienischen auch Latein, Französisch und Provenzalisch und verfasste lateinische Verse. Zudem spielte er Laute und Harfe. Nach dem Tod seiner ersten Frau (1398) unternahm er 1399 eine Pilgerfahrt nach Jerusalem.
In der Generation von Pandolfo III. erreichten die Malatesta den Höhepunkt ihrer Macht. Sie profitierten einerseits vom Großen Schisma (1378–1417) mit den konkurrierenden Papstansprüchen in Rom und Avignon und beherrschten große Teile der Romagna und der Marken, Gebiete, die eigentlich dem schwächelnden Kirchenstaat gehörten. Andererseits machten sie sich die jahrzehntelangen Wirren in der Lombardei zunutze, indem sie sich als Condottieri für die politischen Kräfte in Ober- und Mittelitalien unverzichtbar machten und ihren eigenen Herrschaftsbereich massiv zu erweitern wussten. Pandolfo III. Malatesta nutzte seine Stellung im Regentschaftsrat der Witwe von Gian Galeazzo Visconti ab 1402 konsequent für seine eigenen Interessen aus. Im augenfälligen Bestreben sich in der Lombardei einen eigenen Territorialstaat zu schaffen, riss er mit tatkräftiger Unterstützung seines Bruders Carlo I. Malatesta die Herrschaft über Brescia (1404–1421), Bergamo (1407–1419) und Lecco (1408–1418) an sich. Bergamo und Lecco verlor er im Sommer 1419, Brescia nach der gegen die mailändischen Truppen unter Carmagnola verlorenen Schlacht von Montichiari (8. Oktober 1420), dem Friedensschluss zwischen Mailand und Venedig vom 24. Februar 1421 und dem Einzug von Carmagnola in Brescia am 21. März 1421. Für die Aufgabe der Herrschaft in Brescia wurde Pandolfo III. Malatesta von den Visconti mit 34.000 Gulden entschädigt. Er zog sich in die ihm verbliebene Signoria von Fano (Provinz Pesaro und Urbino) zurück.

## Condottiere
Pandolfo III. Malatesta begann seine militärische Laufbahn in jugendlichen Jahren und kämpfte, oft mit seinen Brüdern Carlo I. und Andrea Malatesta, in zahllosen Scharmützeln und Kleinkriegen im Dienst des Kirchenstaates oder mit eigenen Truppen gegen rivalisierende Dynastien der Region wie die Balacchi (Santarcangelo), die Da Polenta von Ravenna, die Montefeltro von Urbino, die Ordelaffi von Forlì. Anders als Condottieri wie Facino Cane, Carmagnola, Muzio Attendolo Sforza, Angelo della Pergola oder Niccolò Piccinino musste er sich nicht hochdienen, sondern übernahm als Mitglied einer berühmten Adelsfamilie mit eigenem Herrschaftsgebiet von Anfang an militärische Führungsfunktionen. Bereits 1389, noch nicht einmal 20 Jahre alt, führte er mit seinem Bruder Carlo für Papst Urban VI. 2.000 Reiter ins Feld. Für seine Reputation als Condottiere bedeutend war seine Beteiligung beim Sieg der anti-mailändischen Liga bei Govèrnolo von 1397 über Jacopo dal Verme und Giovanni da Barbiano. Im gleichen Jahr wurde er zum Capitano generale der päpstlichen Truppen ernannt. Ab 1401 (bis 1412) stand er im Dienst des Herzogtums Mailand und gehörte dort zu den wichtigsten Exponenten der Guelfen-Partei. Nach der Ermordung von Giovanni Maria Visconti kämpfte er 1412 im Krieg der Republik Venedig gegen Sigismund von Luxemburg, König von Ungarn, der für sich den Besitz des Friaul und von Istrien beanspruchte. Im September 1412 rückte er für seinen Bruder Carlo I. als Oberbefehlshaber der venezianischen Truppen nach und setzte dem ungarischen Heerführer Filippo Scolari, Pippo Spano, energischen Widerstand entgegen. Nach zahlreichen Gefechten und erfolglosen Belagerungen musste sich dieser im Frühjahr 1413 zunächst ins Friaul und später nach Ungarn zurückziehen. Für diesen Erfolg wurde Pandolfo III. Malatesta von Venedig reich belohnt. Er erhielt einen Solddienstvertrag für 1.000 Mann, der jährlich mit 48.000 Dukaten dotiert war, eine jährliche Leibrente von 1.000 Dukaten und einen Palazzo am Canal Grande. Ferner wurde Pandolfo III. Malatesta in den venezianischen Adel aufgenommen.
In den folgenden Jahren verschlechterten sich die Beziehungen zu Filippo Maria Visconti. Trotz Vermittlungsbemühungen der Republik Venedig und später von Martin V. war eine militärische Konfrontation unausweichlich. Am 24. Juli 1419 eroberte Francesco Bussone da Carmagnola Bergamo und am 8. Oktober 1420 verlor Pandolfo III. Malatesta gegen den gleichen Gegner die Schlacht von Montichiari. Nun suchte er einen möglichst vorteilhaften Friedensschluss. Im März 1421 trat er Brescia an den Herzog von Mailand ab, gab die lombardische Herrschaft für immer auf und kehrte in die Romagna zurück. In den folgenden Jahren stand er als Capitano generale nochmals in Diensten des Papstes und der Republik Florenz. Seine letzte große Schlacht führte er am 28. Juli 1424 gegen die mailändischen Truppen unter den Condottieri Angelo della Pergola, Secco da Montagnana und Guido Torelli. Die Battaglia di Zagonara endete für die florentinischen Truppen mit einer schweren Niederlage und Pandolfos Bruder Carlo Malatesta geriet in Gefangenschaft.

## Die Höfe von Fano und Brescia
Pandolfo III. Malatesta trat die vom Vater ererbte Herrschaft in Fano mit dessen Tod im Jahr 1385 an. Sein Kleinstaat war recht komplex organisiert, verfügte über eine zentrale Verwaltung am Hof in Fano und über einen vielköpfigen Beamtenapparat (Kanzler, Richter, Schreiber, Notare, Kastellane etc.). Zur Ausübung der Regierungsgewalt waren in zahlreichen Städten bestellte Gouverneure eingesetzt. Wie die erhaltenen Akten zeigen, war die Signoria von Fano straff organisiert, Verwaltungshandeln und Rechnungslegung waren bereits in hohem Maß verschriftlicht. Es gab auch vielfältige Formen kommunaler Selbstverwaltung und dörflicher Autonomie mit zahllosen Privilegien und Sonderrechten, die häufig neu erteilt oder bestätigt wurden. Dieses ausgeklügelte Verwaltungs- und Rechnungslegungssystem wurde 1404 bzw. 1408 auch in den Signorien von Brescia und Bergamo angewendet. Interessanterweise rekrutierte Pandolfo III. Malatesta seine Schlüsselfiguren für die Verwaltung der oberitalienischen Herrschaften aus dem Kreis der erfahrenen Beamtenschaft in der Romagna und den Marken. Diese umfassten eine Fläche von mehreren Tausend Quadratkilometern, auf der mehr als eine halbe Million Untertanen lebten.
An seinen Höfen entfaltete Pandolfo III. Malatesta ein künstlerisch ambitioniertes Mäzenatentum, das auch eine umfangreiche Bautätigkeit mit einschloss und den Vergleich mit den Höfen der Gonzaga in Mantua oder der d’Este in Ferrara nicht zu scheuen braucht. Dies gilt ganz speziell für Brescia in den Jahren 1404–1421, wo Pandolfo III. eine weithin ausstrahlende Herrschaft ausübte, „in der Eleganz, Großzügigkeit und Liebe zur Kunst zum Ausdruck kamen“. Pandolfo III. Malatesta bewohnte in Brescia den städtischen Regierungspalast, den Broletto, den er um einen Portikus mit Kreuzgewölben erweitern ließ. Für die cappella Palatina del Broletto beauftragte er Gentile da Fabriano mit der Ausführung eines Gemäldezyklus, der im 17. Jahrhundert vergessen ging, in den 1980er Jahren aber wiederentdeckt wurde und in Fragmenten erhalten ist. Aufträge erhielten viele weitere Maler wie Andrea Bembo, Antonino und Bartolomeo Bonardi, Giovanni da Milano, Giovannino de Nova, Guglielmo und Giorgio Zoncacci, sowie Bartolomeo Testorino und Ottaviano Prandino aus Brescia. Daneben interessierte sich Pandolfo III. für das literarische Leben, trug eine respektable Bibliothek zusammen und unterstützte die kleine, aber bedeutende Dichter-Gruppe um Jacopo Malvezzi und Giovanni da Borgo San Donnino.
Bedeutend war aber vor allem seine Unterstützung der Musik. Der Hof in Brescia beschäftigte zahlreiche Sänger und Musiker und gehörte zu den bedeutenden musikalischen Zentren des frühen 15. Jahrhunderts. Zwischen 1404 und 1421 waren in Brescia mehr als vierzig Musiker, Sänger und Instrumentalisten tätig. Die berühmtesten unter ihnen waren Beltrame Feragut (französischer Komponist aus Avignon), Nicolaus de Burgundia (Sänger in Diensten von Gregor XII.), Bertoldus Dance (Kapellmeister von Papst Martin V.) und Leonardo Tedesco (später Lautenist am Hof der Este in Ferrara und wahrscheinlich der Lehrmeister des berühmten Pietrobono del Chitarino (um 1417–1497)). Der Festigung der Herrschaft sollte auch die emsige Bautätigkeit dienen. In kurzer Zeit entstanden zahlreiche beeindruckende Bauten, die teils militärischen Zwecken dienten, wie die Rocca Malatestiana in Fano, oder Gerichte und Verwaltungseinheiten der Signoria beherbergten. Andererseits sollte die Bautätigkeit auch das Prestige des Herrschers befördern. In Brescia ließ er, neben den Erweiterungsbauten im Broletto-Palast, zahlreiche repräsentative Bauten errichten oder substanziell umbauen, neben verschiedenen Palästen das Ospedale di San Cristoforo, die Klöster Sant’Eufemia (heute: Sant’Angela Merici) und Santa Maria di Pace, oder die Kirchen Sant’Agata, Santa Maria del Carmine, San Tommaso, San Pietro Martire und San Francesco d’Assisi.
1406 wurde eine Münzstätte gegründet und Pandolfo III. Malatesta förderte die Waffenproduktion. In Iseo richtete er eine Werft ein, die Kriegsschiffe für See- und Flussschlachten baute. Zur Verbesserung der öffentlichen Sicherheit wurde ein 50-köpfiges städtisches Ordnungskorps geschaffen. In der Zeit der Malatesta-Signoria blühte Brescia auf und die Bevölkerung nahm zu. Pandolfo III. Malatesta war ein dynamischer Herrscher. Gleichzeitig war er rücksichtslos und nicht weniger grausam als andere Condottieri. Proteste und Aufstände unterdrückte er mit eiserner Faust.

## Nachkommen
Pandolfo III. Malatesta war dreimal verheiratet: 1388 ehelichte er Paola Bianca Malatesta (–1399), Tochter von Pandolfo Malatesta, Herr von Pesaro. Sie war seine Cousine, in erster Ehe verheiratet (1379) mit Sinibaldo Ordelaffi (1336–1386), Signore von Forlì. Für Paola Bianca Malatesta ließ Pandolfo III. in der Kirche San Francesco in Fano durch Filippo di Domenico ein noch bestehendes Grabmal errichten. Die zweite Ehe schloss er 1421 mit Ansovina da Varano (?–1423), Tochter von Rodolfo da Varano, Herr von Camerino. Schließlich ging er 1427 eine dritte Ehe ein mit der sehr jungen Margherita Anna Guidi, Tochter des Francesco Guidi, Graf von Poppi. Alle drei Ehen blieben kinderlos. Nachkommen hatte er hingegen mit zwei Frauen aus Brescia: Allegra de Mori und Antonia da Barignano (1399–1471), Tochter von Giacomino da Barignano und Giacomina Celeri. Galeotto Roberto Malatesta entstammte der ersten Verbindung, die beiden anderen Söhne der zweiten:
- Galeotto Roberto Malatesta (1411–1432), legitimiert 1428. Er wuchs am Hof in Rimini auf und wurde von seiner kinderlosen Tante Elisabetta Gonzaga erzogen. Er heiratete 1427 mit Margherita d’Este, Tochter von Niccolò II. d’Este (1338–1388), Markgraf von Ferrara, Modena und Reggio. Galeotto Roberto Malatesta war von 1429 bis 1432 Herr von Rimini, dankte 1432 zugunsten seines Halbbruders Sigismondo Pandolfo ab und verbrachte die letzten Monate seines Lebens im Franziskanerkloster von Santarcangelo di Romagna.
- Sigismondo Pandolfo Malatesta (1417–1468), Signore von Rimini ab 1432, Condottiere[17][18]
- Domenico (genannt: Novello) Malatesta (1418–1465), legitimiert 1428; verehelicht mit Violante da Montefeltro (1430–1493), Tochter von Guidantonio da Montefeltro[19] Signore von Cesena, daneben zählten auch die Orte Bertinoro, Meldola, Sarsina, Roncofreddo und die Gegend um Sestino zu seinem Herrschaftsgebiet. In Cesena entfaltete er eine intensive Bautätigkeit, die das Stadtbild bis heute prägt. Prunkstück unter den zahlreichen öffentlichen Bauten ist die einzigartige Biblioteca Malatestiana.

Aus unbekannter Verbindung ging Giacoma Malatesta hervor. Sie war mit Giacomo Gonzaga, einem unehelichen Sohn von Gianfrancesco Gonzaga, verheiratet.

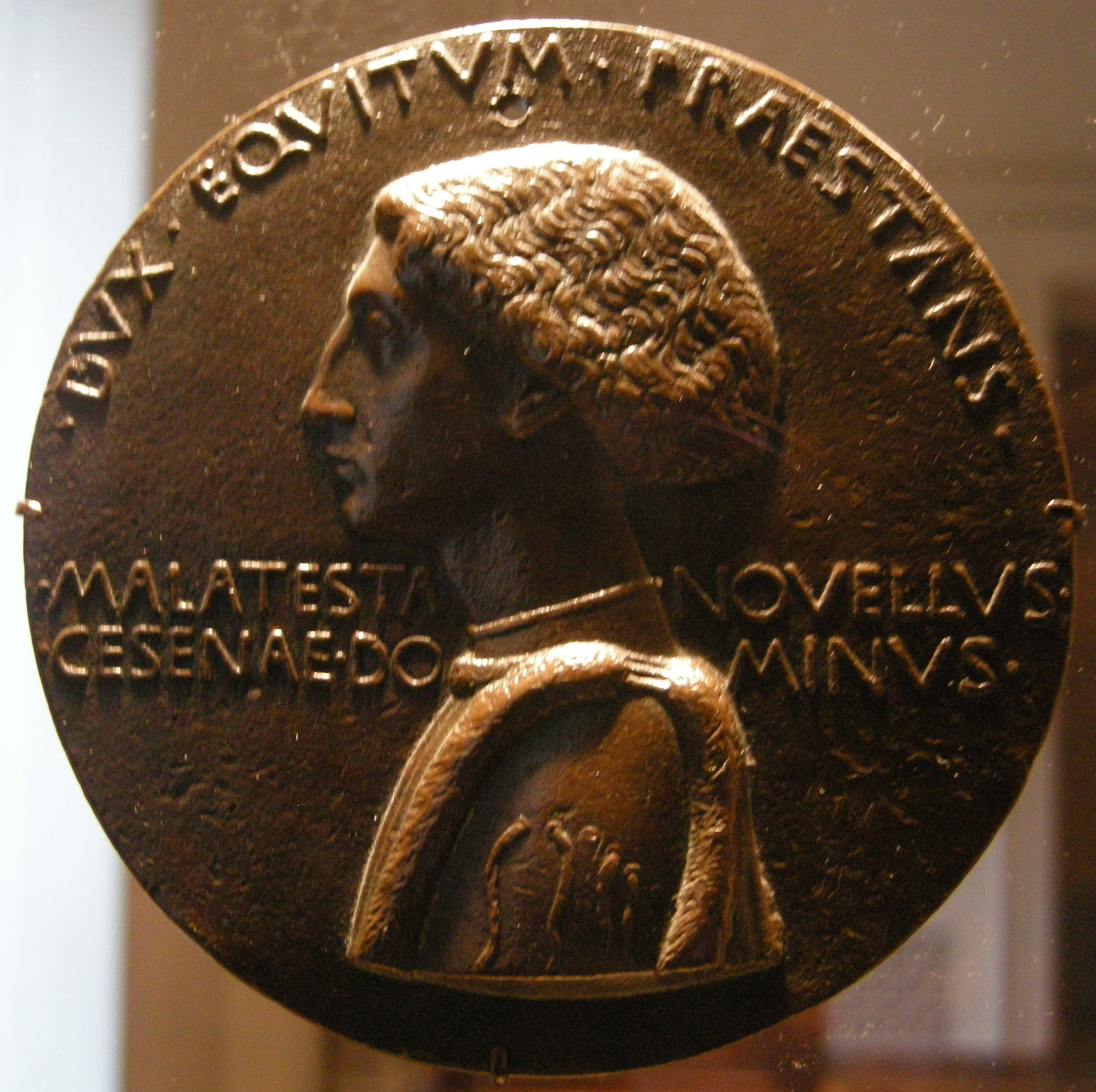
Pisanello, Medaille von Domenico Novello Malatesta, 1445
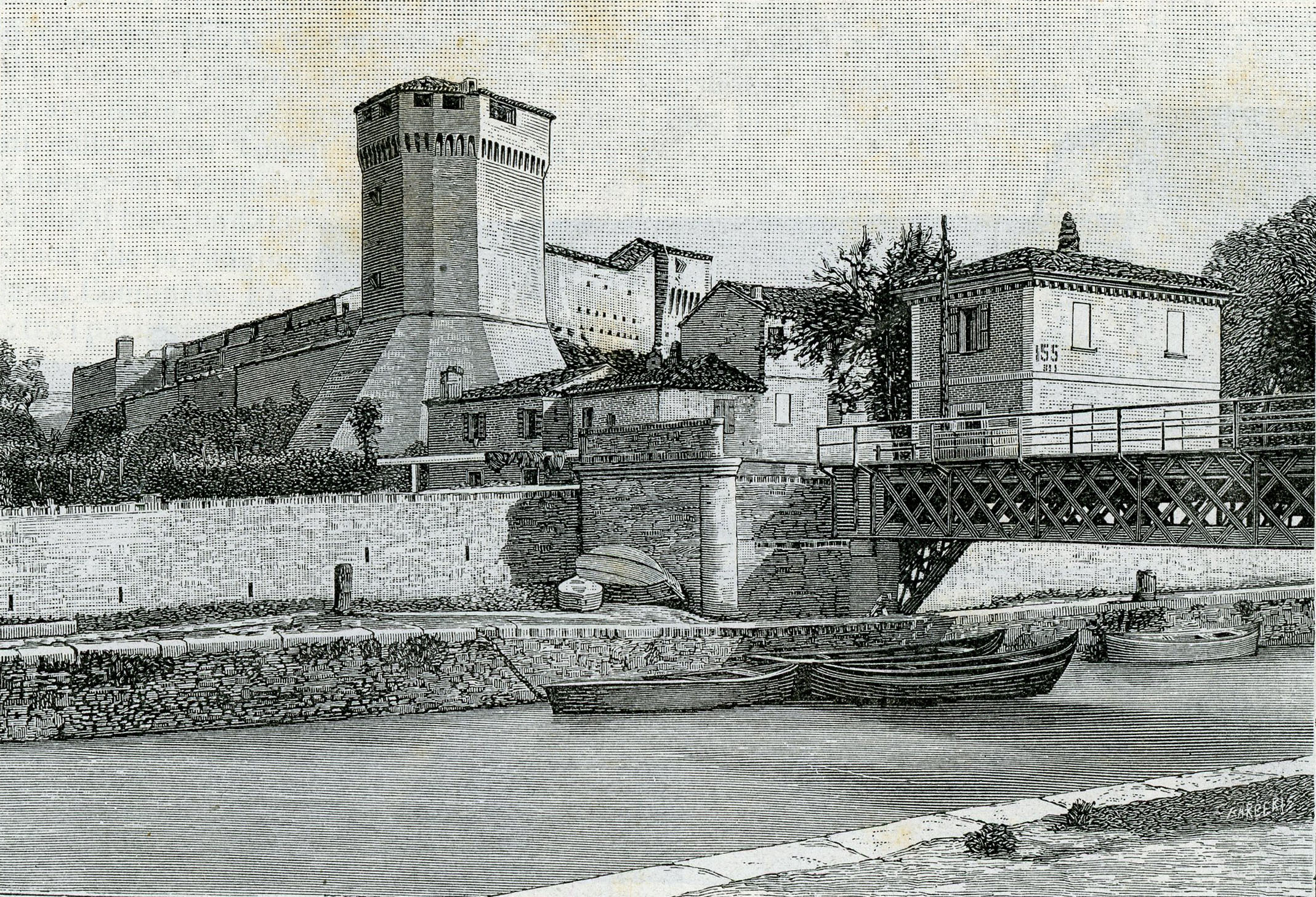
Rocca Malatestiana, Fano (Abbildung von 1898)
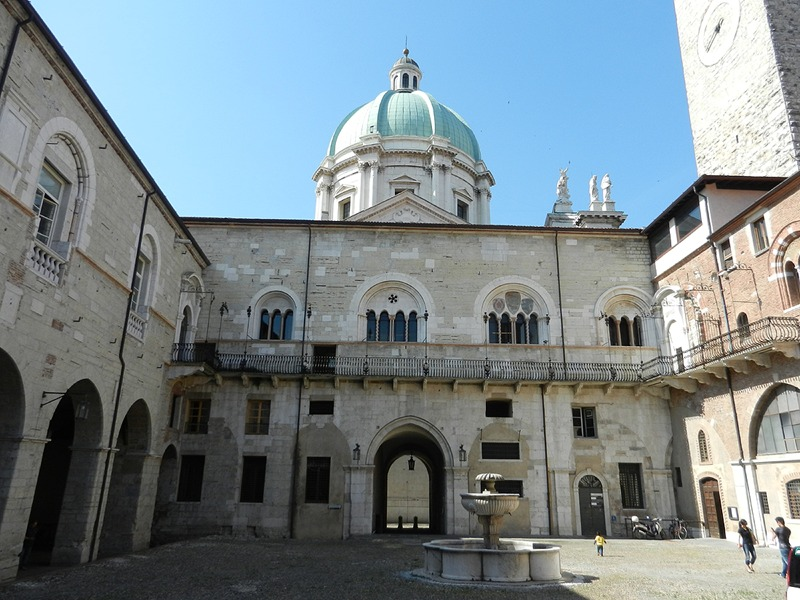
Brescia, Broletto (Innenhof)
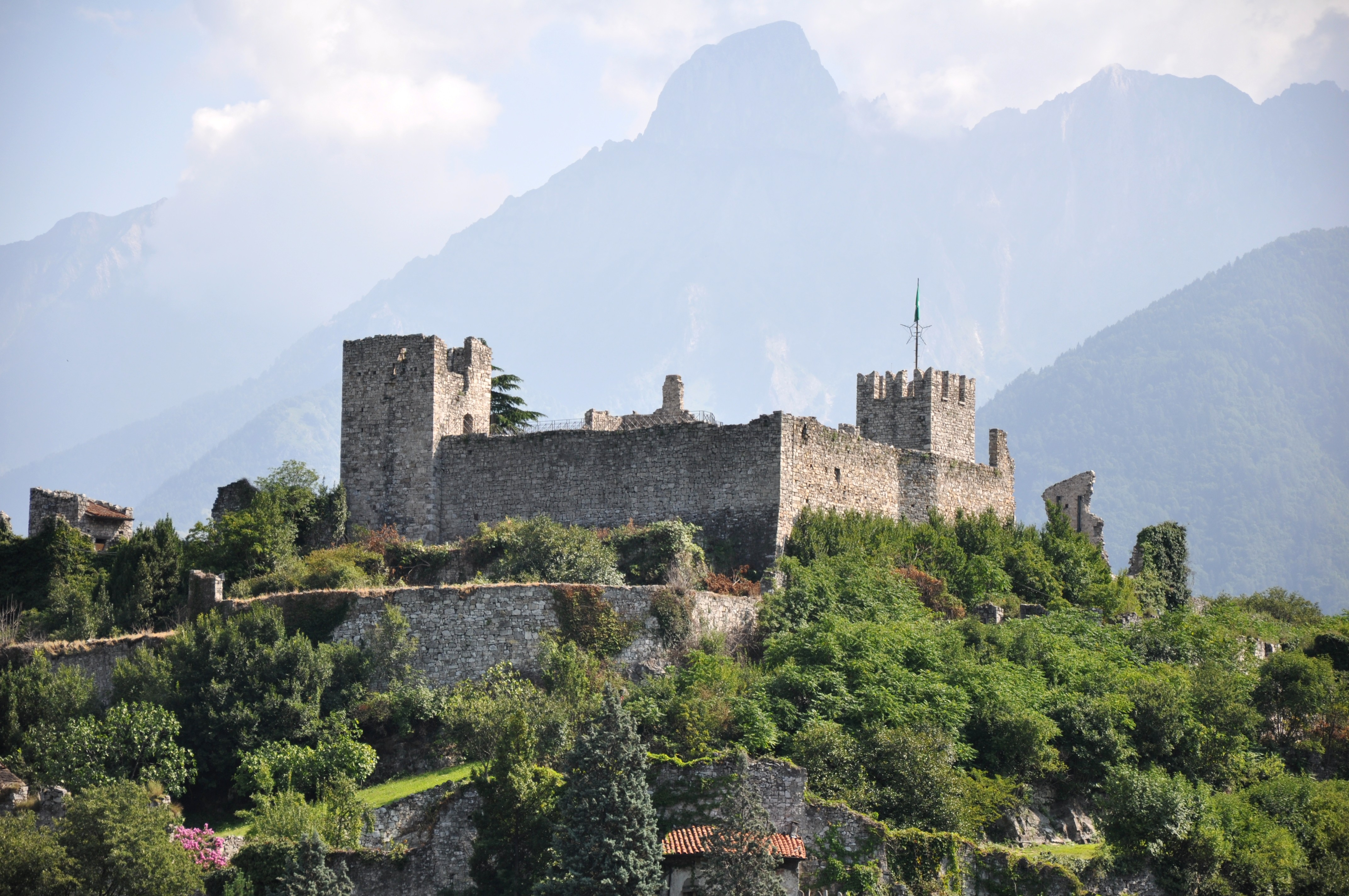
Castello di Breno im Hinterland von Brescia (Val Camonica)
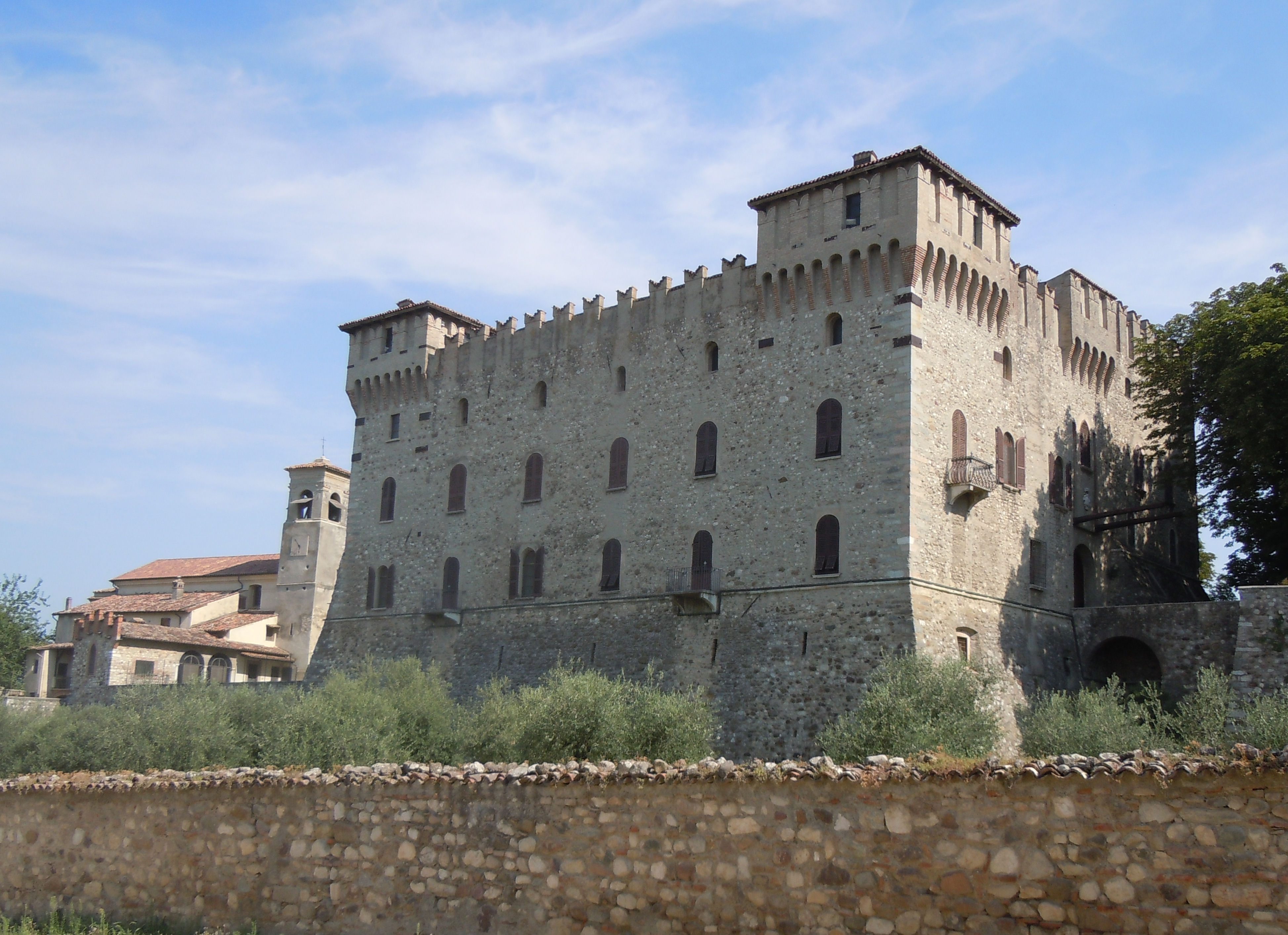
Castello di Drugolo, Lonato del Garda (Provinz Brescia)
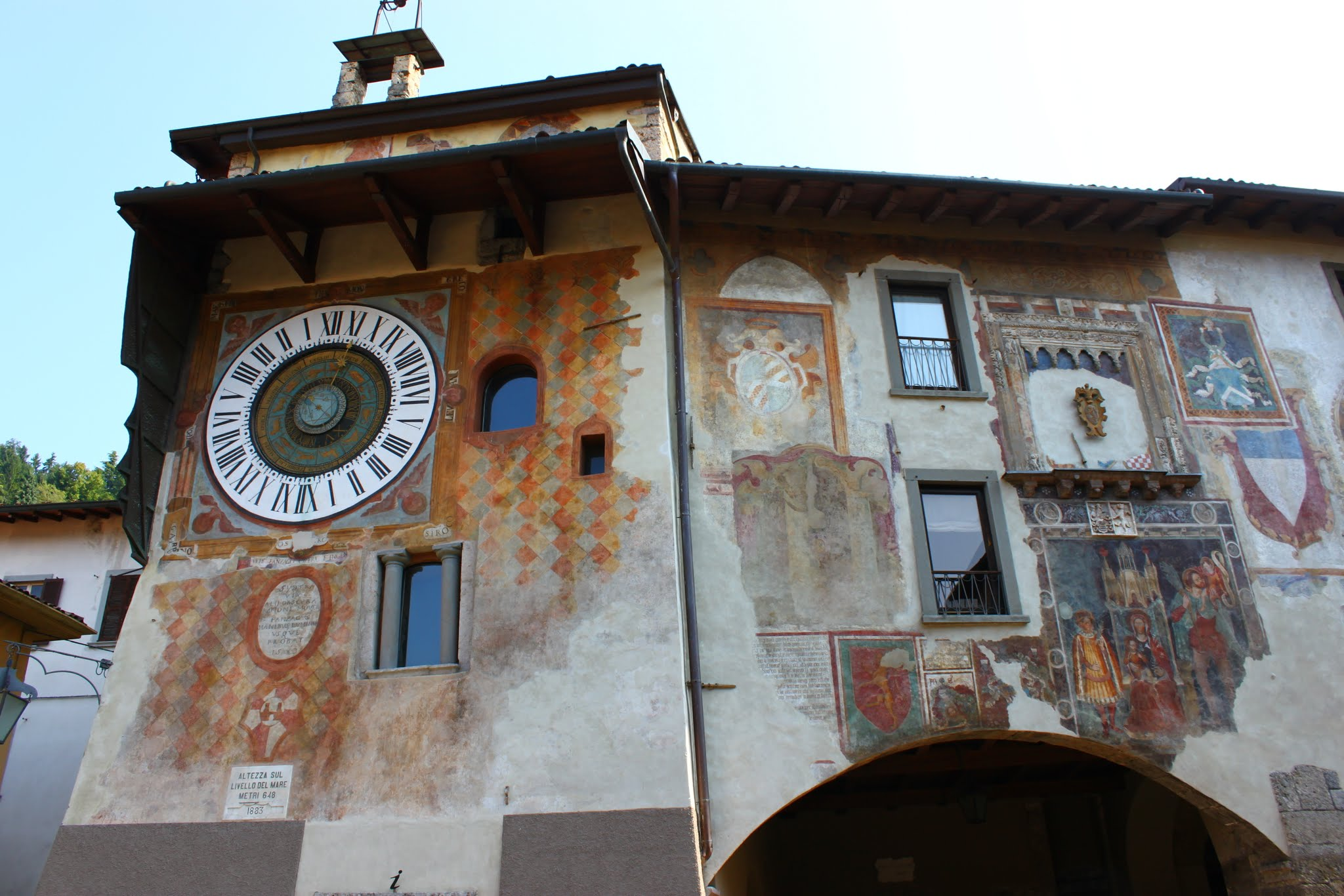
Clusone (Provinz Bergamo), palazzo comunale. Die Fassadenmalerei zeigt zahlreiche Spuren der kurzen Malatesta-Herrschaft